# Prothoracibidion xanthopterum
Prothoracibidion xanthopterum är en skalbaggsart som beskrevs av Martins 1962. Prothoracibidion xanthopterum ingår i släktet Prothoracibidion och familjen långhorningar. Inga underarter finns listade i Catalogue of Life.